# گمینا پوددووژه
گمینا پوددووژه (به لهستانی:  Gmina Podedwórze) یک گمینا در لهستان است که در شهرستان پارچف واقع شده‌است. گمینا پوددووژه ۱۰۷٫۲ کیلومتر مربع مساحت و ۱٬۷۰۶ نفر جمعیت دارد.